# Ecyroschema morini
Ecyroschema morini là một loài bọ cánh cứng trong họ Cerambycidae.